# Free at Last
Free at Last är ett musikalbum av Free, lanserat 1972 på Island Records. Albumet var gruppens femte och kom ut efter att gruppen gjort ett kortare uppehåll 1971. Detta på grund av gitarristen Paul Kossoffs missbruksproblem, samt att Paul Rodgers och Andy Fraser inte drog jämnt. För att skapa samhörighet valde gruppen att kreditera alla albumets låtar till alla medlemmar, oavsett vem som skrivit vad. Låten "Little Bit of Love" släpptes som singel och blev en hit i Storbritannien.  Albumet sålde också relativt bra.

## Låtlista
(alla låtar komponerade av Fraser/Rodgers/Kossoff/Kirke)
1. "Catch a Train" - 3:32
2. "Soldier Boy" - 2:51
3. "Magic Ship" - 5:22
4. "Sail On" - 3:05
5. "Travellin' Man" - 3:23
6. "Little Bit of Love" - 2:34
7. "Guardian of the Universe" - 5:32
8. "Child" - 5:18
9. "Goodbye" - 5:05

## Listplaceringar
- Billboard 200, USA: #69[1]
- UK Albums Chart, Storbritannien: #9[2]